# Nationalpark Vallée du Mbéré
Der Nationalpark Vallée du Mbéré ist ein Nationalpark im östlichen zentralen Kamerun.

## Lage
Der Park liegt in der im Département Mbéré der Region Adamaoua. Die westliche und nördliche Grenze bildet der Fluss Koudini. Von dort bildet der Fluss Bilao bis zum Fluss Bassara die nördliche Grenze. Vom Bassara über den Mbéré bis zum Ngou verläuft die Ostgrenze des Parks. Den südlichsten Punkt im Osten bilden die Wasserfälle von Lanchrenon. Die südliche Grenze verläuft von Bafouri über Borgou bis zur Grenze des Bezirks Mbéré. Von dort verläuft die westliche Grenze zurück bis an den Koudini.

## Geschichte
Der Park wurde am 4. Februar 2004 laut Dekret N°2004/0352/PM mit folgenden Zielen gegründet:
- Schutz der Wasserreserven für den Süden Kameruns und Erhalt der malerischen Landschaften des Mbéré-Tals.
- Gewährleistung der Kontinuität und Strömung des Flusses Mbéré.
- Förderung der Entwicklung des Ökotourismus auf die Verbesserung der Lebensbedingungen der lokalen Bevölkerung beitragen
- Sicherung des Lebensraums von Arten, wie Flusspferd, Afrikanischer Büffel und Bergriedbock.[2]

Bautätigkeiten im Park erfordern nach Umweltverträglichkeitsprüfung eine behördliche Genehmigung. Ein Bebauungsplan soll die Rechte der lokalen Bevölkerung regeln. In dem Plan wird eine Pufferzone des Parks definiert sowie begleitende Maßnahmen zur Förderung der sozio-ökonomischen Aktivitäten für die Anwohner durchgeführt. Das Ministerium für Wildtiere errichtete gleichzeitig einen Verwaltungssitz am Park. Das Umwelt- und Forstministerium ist für weitere Verordnungen nach dem Prinzip der Dringlichkeit verantwortlich.

## Flora und Fauna

### Flora
Das Gebiet des Parkes kann man als Mischung aus Baumsavanne, bewaldete Savanne und in den höheren Lagen als Baumgalerien beschreiben. Die Vegetation wird stark durch die Baumart Uapaca togoensis geprägt.

### Fauna
Neben dem stark gefährdeten Westlichen Bergriedbock (Redunca fulvorufula adamauae), findet man im Park den Anubispavian (Papio anubis), die Sitatunga, den Defassa-Wasserbock (Kobus ellipsiprymnus defassa) und den Buschbock (Tragelaphus scriptus). Hin und wieder ziehen Kobs (Kobus kob) und Pferdeantilopen (Hippotragus equinus) durch den Park.